# Takafumi Ogura
Takafumi Ogura, född 6 juli 1973 i Mie prefektur, Japan, är en japansk tidigare fotbollsspelare.